# Мицел
Мицел е вегетативната част на гъбите или гъбоподобните бактериални колонии, съставена от маса разклоняващи се хифи. Гъбените колонии, съставени от мицел, се срещат в и върху почвата и много други субстрати. Една типична спора покълва в хомокариотен мицел, който не може да се размножава полово. Когато два съвместими хомокариотни мицела се съединят и образуват дикариотен мицел, този мицел може да образува плодово тяло (спорокарп) като гъба. Мицелът може да е миниатюрен, образуващ колония, която е твърде малка, за да се види, а може и да е обширен.
През мицела гъбите абсорбират хранителни вещества от околната среда. Това става в двуетапен процес. Първо хифите секретират ензими във или върху източника на храна, които разлагат биополимерите на по-малки единици като мономери. След това тези мономери се абсорбират в мицела чрез улеснена дифузия и активен транспорт.
Мицелът е жизненоважен в наземните и водните екосистеми заради ролята им в разлагането на растителен материал. Допринася за органичната част на почвата и растежът му изпуска въглероден диоксид в атмосферата. Някои видове мицел увеличават ефективността на водата и абсорбирането на хранителни вещества за повечето растения и придават устойчивост към някои растителни патогени. Мицелът е важен източник на храна за много безгръбначни в почвата.
Компактна и твърда маса от мицел се нарича склероций.